# Michinmávida
Michinmávida je neaktivní stratovulkán, nacházející se v jižní části Chile, západně od jezera Reñihue. Sopka má sedlovitý tvar a je tvořena převážně andezity a čediči. Její vrchol je ukončen kalderou s průměrem 3 km a je trvale zaledněný. V historické době byly zaznamenány tři erupce. První v roce 1742, druhou pozoroval Charles Darwin při plavbě ke Galapágám v roce 1834 a poslední se odehrála na přelomu února a března následujícího roku.